# Hoyer (Familienname)
Hoyer ist ein deutscher Familienname.

## Namensträger
- Albert Hoyer († 1386), deutscher Kaufmann und Politiker
- Anders Lund Hoyer (* 1983), dänischer Volleyball- und Beachvolleyballspieler
- Andreas Hoyer (* 1958), deutscher Jurist und Hochschullehrer
- Anna Ovena Hoyer (1584–1655), deutsche Dichterin
- Antoine de Lhoyer (1768–1852; auch de l'Hoyer), französischer Komponist und Gitarrist
- August Hoyer (Buchdrucker) (Samuel August Hoyer; 1766–??), deutscher Buchdrucker, Verleger und Papierhändler
- August Hoyer (Pastor) (August Wilhelm Georg Hoyer, Wilhelm August Hoyer; 1820–1908), deutscher Pastor
- Balthasar Hoyer (1623–1676), deutscher Jurist, Herzoglich Braunschweig-Lüneburgischer Hof-, Kammerrat und Kammermeister
- Brian Hoyer (* 1985), US-amerikanischer American-Football-Spieler
- Caspar Hoyer (1540–1594), deutscher Beamter, Staller von Eiderstedt
- Christian Hoyer (1794–1865), deutscher Kaufmann, Bankier und Politiker
- Claudia Bögel-Hoyer (* 1961), deutsche Politikerin (FDP), MdB
- David Hoyer (1667–1720), deutscher Maler
- Didier Hoyer (* 1961), französischer Kanute
- Diedrich Hoyer der Ältere (um 1490–1548), deutscher Politiker, Bürgermeister von Bremen
- Diedrich Hoyer der Jüngere (1568–1623), deutscher Politiker, Bürgermeister von Bremen
- Dominik Hoyer (* 1994), deutscher Jazzmusiker
- Dore Hoyer (1911–1967), deutsche Tänzerin
- Egbert von Hoyer (1836–1920), deutscher Ingenieur
- Elise Hoyer (1852–nach 1874), österreichische Publizistin
- Erich Hoyer (Politiker) († 1597), deutscher Politiker, Bürgermeister von Bremen
- Erich Hoyer (Geistlicher) (1880–1943), deutscher Pastor
- Ernst Hoyer (1890–1955), deutscher Jurist und Hochschullehrer
- Franz Alfons Hoyer (1913–2001), deutscher Verlagslektor und Schriftsteller
- Franz Heinrich Hoyer (1639–1699), deutscher evangelischer Theologe
- Georg-Alexander Hoyer (1934–2022), deutscher Chemiker
- Georg Leopold Hoyer (1703–1765), deutscher Jurist und Politiker
- Gurth Hoyer-Millar (1929–2014), schottischer Rugbyspieler
- Hans Hoyer (1901–1987), deutscher Theologe und Landessuperintendent
- Hans-Jürgen Hoyer (1915–1975), deutscher Journalist und Redakteur
- Hein Hoyer (um 1380–1447), deutscher Politiker, Bürgermeister von Hamburg
- Heinrich Hoyer (1817–1909), deutscher Kaufmann, Fabrikant und Kommunalpolitiker, siehe Johann Heinrich Hoyer
- Heinrich Carl Hoyer (1849–1919), deutscher Fabrikant und Abgeordneter des Oldenburger Landtags
- Heinz Hoyer (* 1949), deutscher Medailleur und Bildhauer
- Helmut Hoyer (Elektrotechniker) (* 1950), deutscher Elektrotechniker und Hochschullehrer
- Helmut Hoyer (Informatiker) (* 1953), deutscher Informatiker
- Henryk Ferdynand Hoyer (1864–1947), polnischer Anatom und Hochschullehrer
- Henryk Fryderyk Hoyer (1834–1907), polnischer Mediziner und Hochschullehrer
- Hermann Otto Hoyer (1893–1968), deutscher Maler
- Jesper Hoyer (* 1978), dänischer Handelsmanager, siehe Jesper Højer
- Joachim Hoyer (* 1919), deutscher Schauspieler, Regisseur und Schauspiellehrer
- Johann Adam Hoyer senior (1776–1820), österreichischer Musikinstrumentenbauer
- Johann Adam Hoyer (Uhrmacher) († 1838), österreichischer Uhrmacher
- Johann Adam Hoyer junior (1817–nach 1860), österreichischer Musikinstrumentenbauer
- Johann Balthasar Hoyer (1693–1741), deutscher Bildhauer
- Johann Georg Hoyer (1663–1737), deutscher Mediziner
- Johann Gottfried von Hoyer (Generalleutnant) (1726–1802), deutscher Generalleutnant
- Johann Gottfried von Hoyer (Militärschriftsteller) (1767–1848), deutscher Generalmajor und Militärschriftsteller
- Johann Gotthelf Hoyer (um 1769–??), deutscher Kaufmann, siehe Elb-amerikanische Compagnie #Gründungsphase
- Johann Heinrich Hoyer (1817–1909), deutscher Kaufmann, Industrieller und Politiker
- Jürgen Hoyer (* 1958), deutscher Psychologe und Hochschullehrer
- Julian Hoyer (* 2001), deutscher Volleyballspieler
- Karl Hoyer (1891–1936), deutscher Organist und Komponist
- Katja Hoyer (* 1985), deutsche Historikerin
- Lukas Lichtner-Hoyer (* 1962), österreichischer Unternehmer und Autorennfahrer
- Mario Hoyer (* 1965), deutscher Bobsportler
- Martin Hoyer, eigentlicher Name von Robert T. Odeman (1904–1985), deutscher Kabarettist, Dichter und Pianist
- Moritz Hoyer (* 2006), deutscher Schauspieler
- Nina Hoyer (* 1974), deutsche Skandinavistin und Übersetzerin
- Norbert Hoyer (* 1942), deutscher Fußballspieler
- Otto Hoyer (1883–1949), deutscher Industrieller und Kammerfunktionär
- Peter Lichtner-Hoyer (1925–2020), österreichischer Springreiter und Moderner Fünfkämpfer
- Ralf Hoyer (* 1950), deutscher Komponist
- Richard Hoyer (1943–1969), österreichischer Bergsteiger
- Saimi Hoyer (* 1974), finnisches Model und Fernsehmoderatorin
- Siegfried Hoyer (1928–2024), deutscher Historiker
- Sonja Ana Hoyer (* 1945), slowenische Pädagogin
- Steny Hoyer (* 1939), US-amerikanischer Politiker (Demokraten)
- Thomas Hoyer (* 1950), deutscher Unternehmer
- Timo Hoyer (* 1964), deutscher Erziehungswissenschaftler
- Tjalf Hoyer (* 1978), deutscher Liedtexter und Sänger
- Ulrich Hoyer (1938–2020), deutscher Philosoph und Hochschullehrer
- Walter Hoyer (Literaturwissenschaftler) (1893–nach 1952), deutscher Literaturwissenschaftler, Übersetzer und Bibliothekar
- Walter Hoyer (Bauingenieur) (1912–2000), deutscher Bauingenieur und Hochschullehrer
- Walter Hoyer (Physiker) (* 1944), deutscher Physiker und Hochschullehrer
- Werner Hoyer (Politiker, 1946) (* 1946), deutscher Politiker (SPD), MdBB
- Werner Hoyer (Politiker, 1951) (* 1951), deutscher Bankmanager und Politiker (FDP), MdB
- Wilhelm Hoyer (Geologe) (1854–1932), deutscher Geologe und Bauingenieur
- Wilhelm August Hoyer (1890–1948), deutscher Biologe und Arzt
- Wilhelm Christoph Hoyer (1826–1897), deutscher Fabrikant und Kommunalpolitiker
- Wolf von Hoyer (1806–1873), deutscher Bildhauer
- Wolfgang Hoyer (* 1947), deutscher Fußballspieler
- Wolfram Hoyer (1969–2020), deutscher Dominikaner und Ordenshistoriker